# Боксер року за версією журналу «Ринг»

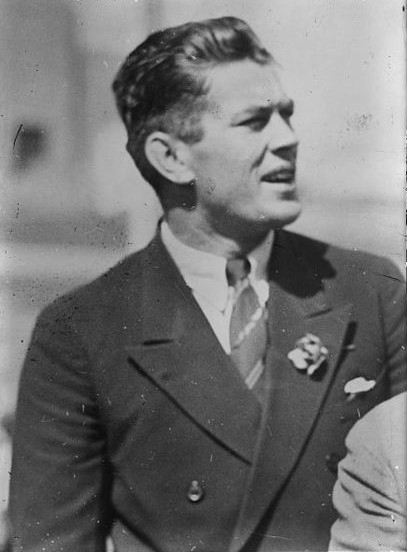
Джин Тані — перший володар нагороди «Боксер року»

Боксер року за версією журналу «Ринг» (англ. Ring Magazine fighters of the year) — нагорода, яку щороку отримує найкращій боксер на думку редакції журналу «Ринг». Кожен переможець, з моменту заснування нагороду у 1928 році, отримує золоту зі сріблом медаль. Щоб отримати нагороду, боксер повинен відповідати чотирьом критеріям:
1. Він повинен внести вагомий внесок у розвиток боксу, бути Чемпіоном йому не обов'язково.
2. Він повинен бути бійцем, але дотримуватися спортивної поведінки.
3. Він повинен мати добрі стосунки з суспільством, бути порядною людиною.
4. Він повинен бути прикладом для молодого покоління.

Вперше звання кращого боксера було присуджено Джину Тані у 1928 році, найбільше нагород виграв Мухаммед Алі — 5. Джо Луїс нагороджувався чотири рази. Роккі Марчіано, Джо Фрейзер, Евандер Холіфілд та Менні Пак'яо ставали власниками титулу по три рази.

## Перелік володарів нагороди

### 2020-ті
- 2024 —  Олександр Усик (2 нагорода)
- 2023 —  Іноуе Наоя
- 2022 —  Дмитро Бівол
- 2021 —  Сауль Альварес (2 нагорода)
- 2020 —  Тайсон Ф'юрі (2 нагорода) та  Теофімо Лопес

### 2010-ті
- 2019 —  Сауль Альварес
- 2018 —  Олександр Усик
- 2017 —  Василь Ломаченко
- 2016 —  Карл Фремптон
- 2015 —  Тайсон Ф'юрі
- 2014 —  Сергій Ковальов
- 2013 —  Адоніс Стівенсон
- 2012 —  Хуан Мануель Маркес
- 2011 —  Андре Ворд
- 2010 —  Серхіо Мартінес

### 2000-ні
- 2009 —  Менні Пак'яо (3 нагорода)
- 2008 —  Менні Пак'яо (2 нагорода)

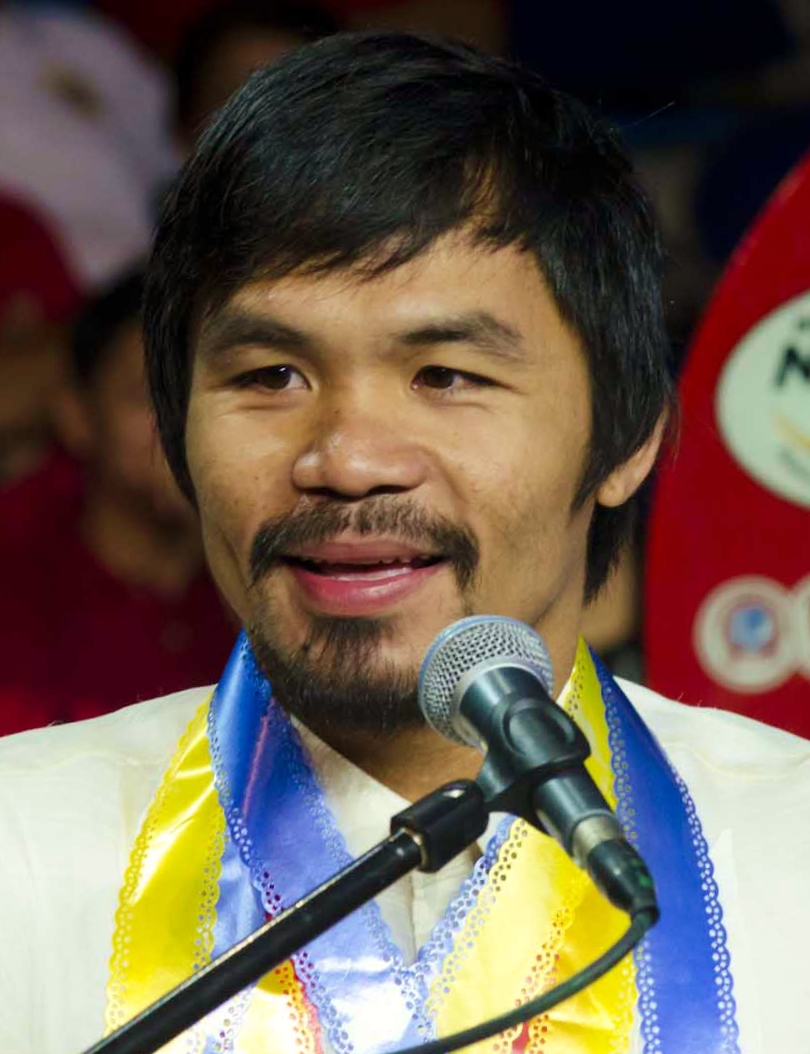
Менні Пак'яо — триразовий володар нагороди

- 2007 —  Флойд Мейвезер мол. (2 нагорода)
- 2006 —  Менні Пак'яо
- 2005 —  Ріккі Гаттон
- 2004 —  Глен Джонсон
- 2003 —  Джеймс Тоні (2 нагорода)
- 2002 —  Вернон Форрест
- 2001 —  Бернард Гопкінс
- 2000 —  Фелікс Трінідад

### 1990-ті
- 1999 —  Полі Аяла
- 1998 —  Флойд Мейвезер мол.

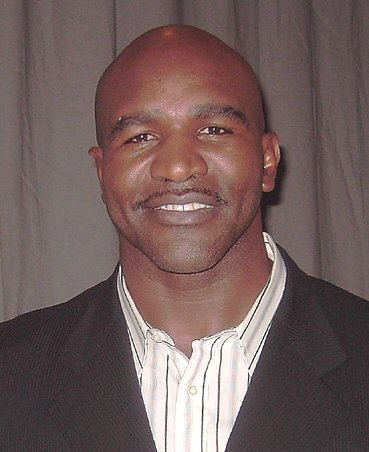
Евандер Холіфілд — триразовий володар нагороди

- 1997 —  Евандер Холіфілд (3 нагорода)
- 1996 —  Евандер Холіфілд (2 нагорода)
- 1995 —  Оскар Де Ла Хойя
- 1994 —  Рой Джонс
- 1993 —  Майкл Карбахаль
- 1992 —  Ріддік Боуї
- 1991 —  Джеймс Тоні
- 1990 —  Хуліо Сесар Чавес

### 1980-ті
- 1989 —  Пернелл Вітакер

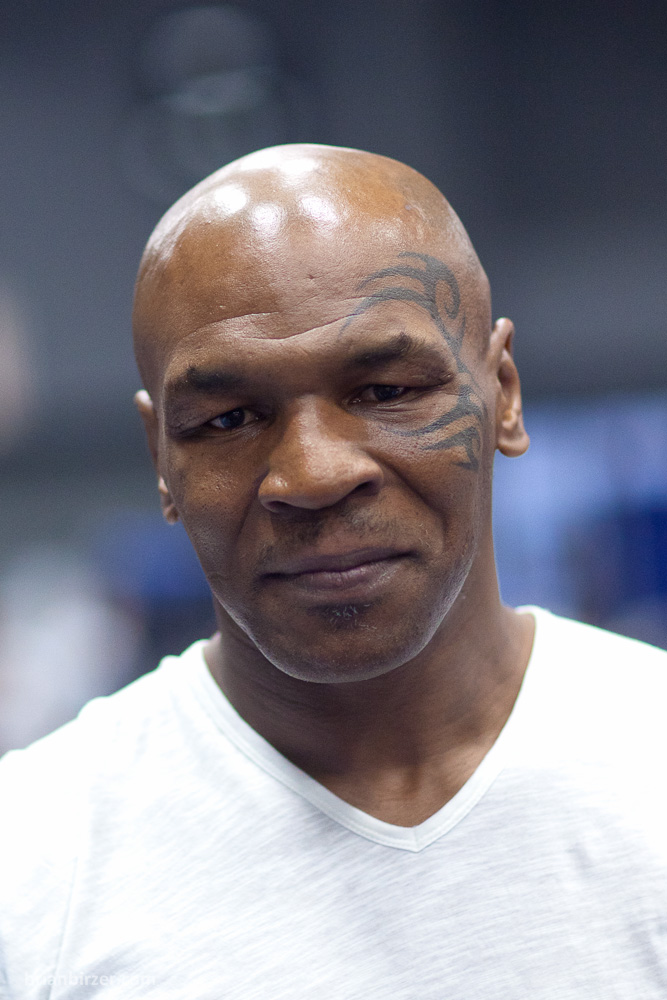
Майк Тайсон вигравав титул два рази з перервою в 1 рік

- 1988 —  Майк Тайсон (2 нагорода)
- 1987 —  Евандер Холіфілд
- 1986 —  Майк Тайсон
- 1985 —  Марвін Гаглер (2 нагорода) та  Дональд Каррі
- 1984 —  Томас Гернс (2 нагорода)
- 1983 —  Марвін Гаглер
- 1982 —  Ларрі Голмс
- 1981 —  Шуґар Рей Леонард (2 нагорода) та  Сальвадор Санчес
- 1980 —  Томас Гернс

### 1970-ті
- 1979 —  Шуґар Рей Леонард

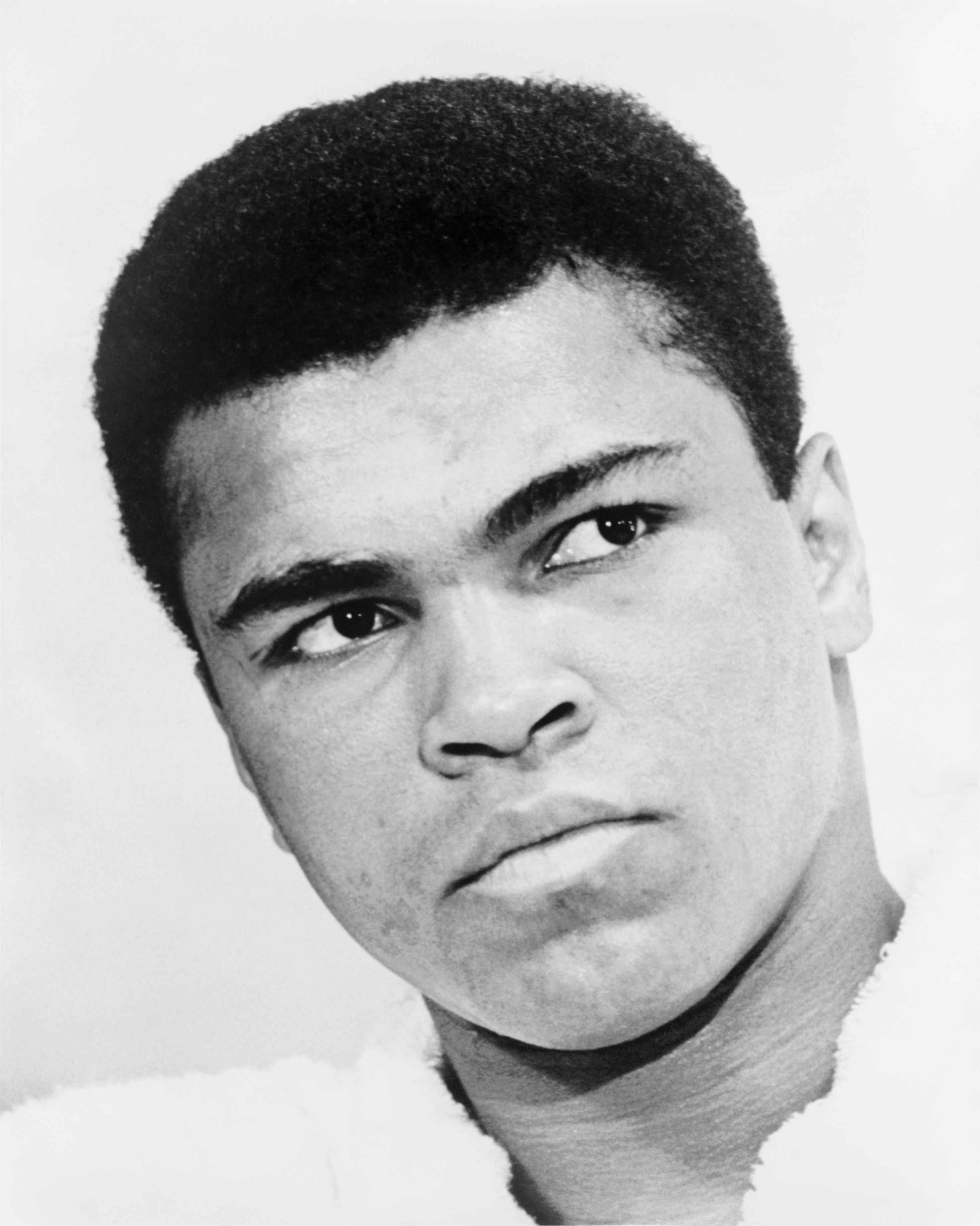
Мухаммед Алі — рекордсмен за кількістю нагород (5)

- 1978 —  Мухаммед Алі (5 нагорода)
- 1977 —  Карлос Сарате
- 1976 —  Джордж Форман (2 нагорода)
- 1975 —  Мухаммед Алі (4 нагорода)
- 1974 —  Мухаммед Алі (3 нагорода)
- 1973 —  Джордж Форман
- 1972 —  Мухаммед Алі (2 нагорода) та  Карлос Монсон
- 1971 —  Джо Фрейзер (3 нагорода)
- 1970 —  Джо Фрейзер (2 нагорода)

### 1960-ті
- 1969 —   Хосе Наполіс
- 1968 —  Ніно Бенвенуті
- 1967 —  Джо Фрейзер
- 1966 — не вручали
- 1965 —  Дік Тайгер (2 нагорода)
- 1964 —  Еміль Гріффіт
- 1963 —  Кассіус Клей (в майбутньому Мухаммед Алі)
- 1962 —  Дік Тайгер
- 1961 —  Джо Браун
- 1960 —  Флойд Паттерсон (2 нагорода)

### 1950-ті

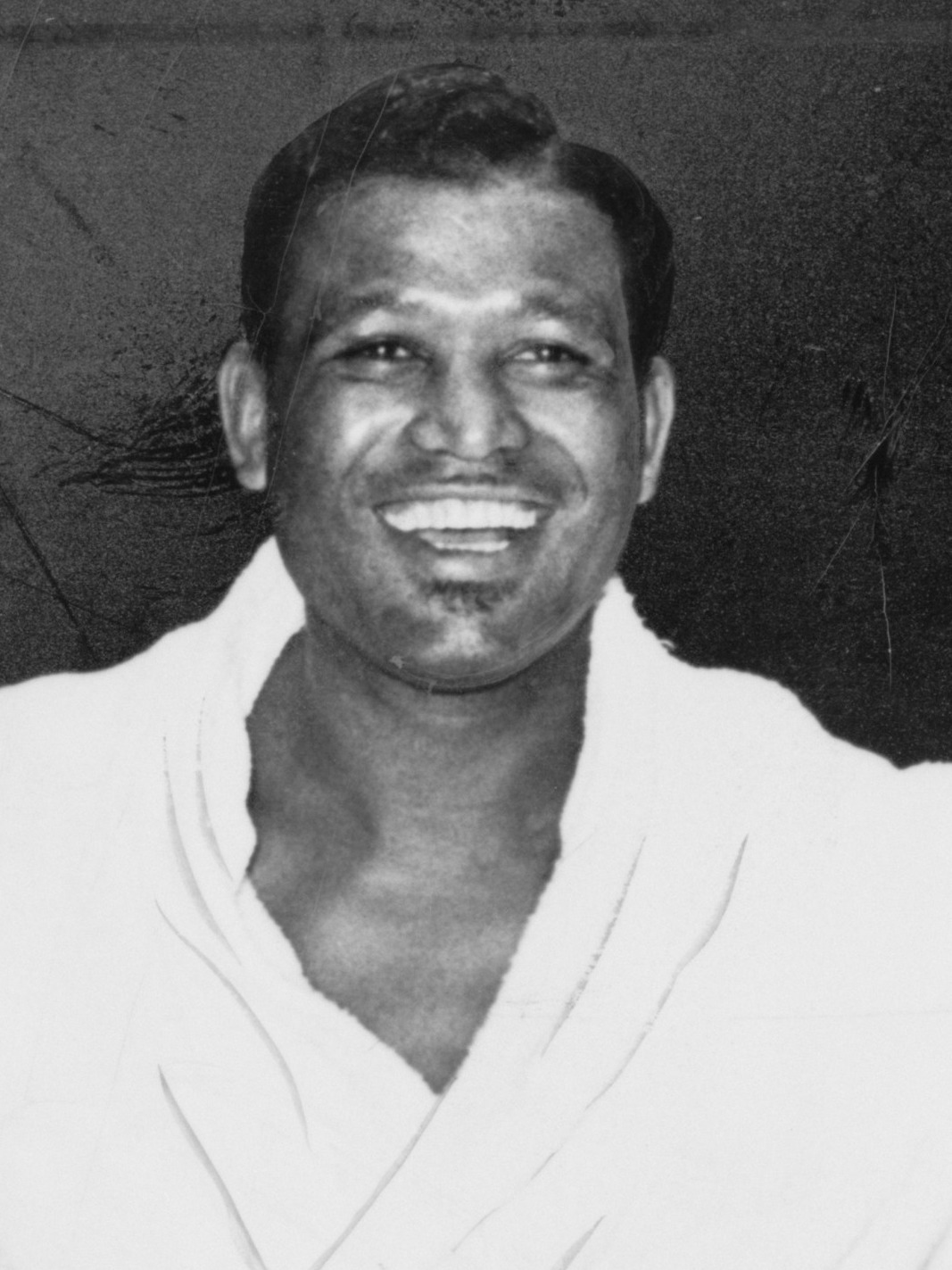
Шугар Рей Робінсон вигравав нагороду у 1942 та 1951 роках

- 1959 —  Інгемар Юганссон (2 нагорода)
- 1958 —  Інгемар Юганссон
- 1957 —  Кармен Базиліо
- 1956 —  Флойд Паттерсон
- 1955 —  Роккі Марчіано (3 нагорода)
- 1954 —  Роккі Марчіано (2 нагорода)
- 1953 —  Бобо Олсон
- 1952 —  Роккі Марчіано
- 1951 —  Шугар Рей Робінсон (2 нагорода)
- 1950 —  Еззард Чарльз (2 нагорода)

### 1940-ті

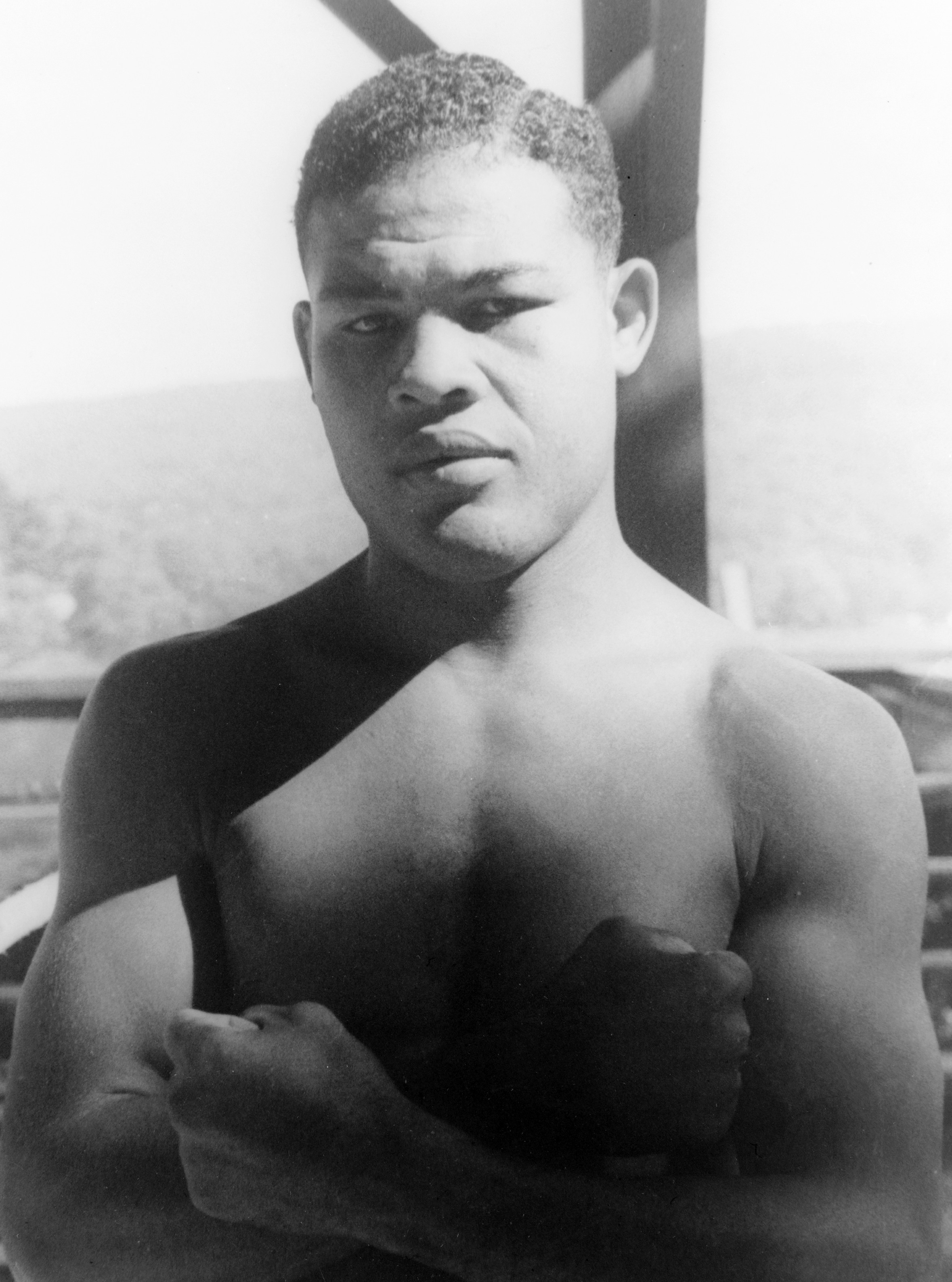
Джо Луїс — чотириразовий володар нагороди

- 1949 —  Еззард Чарльз
- 1948 —  Айк Вільямс
- 1947 —  Гас Лесневич
- 1946 —  Тоні Зейл
- 1945 —  Віллі Пеп
- 1944 —  Бо Джек
- 1943 —  Фред Апостолі
- 1942 —  Шугар Рей Робінсон
- 1941 —  Джо Луїс (4 нагорода)
- 1940 —  Білі Конн

### 1930-ті
- 1939 —  Джо Луїс (3 нагорода)
- 1938 —  Джо Луїс (2 нагорода)
- 1937 —  Генрі Армстронг
- 1936 —  Джо Луїс
- 1935 —  Барні Рос (2 нагорода)
- 1934 —  Тоні Канцонері
- 1934 —  Барні Рос
- 1933 — не вручали
- 1932 —  Джек Шаркі

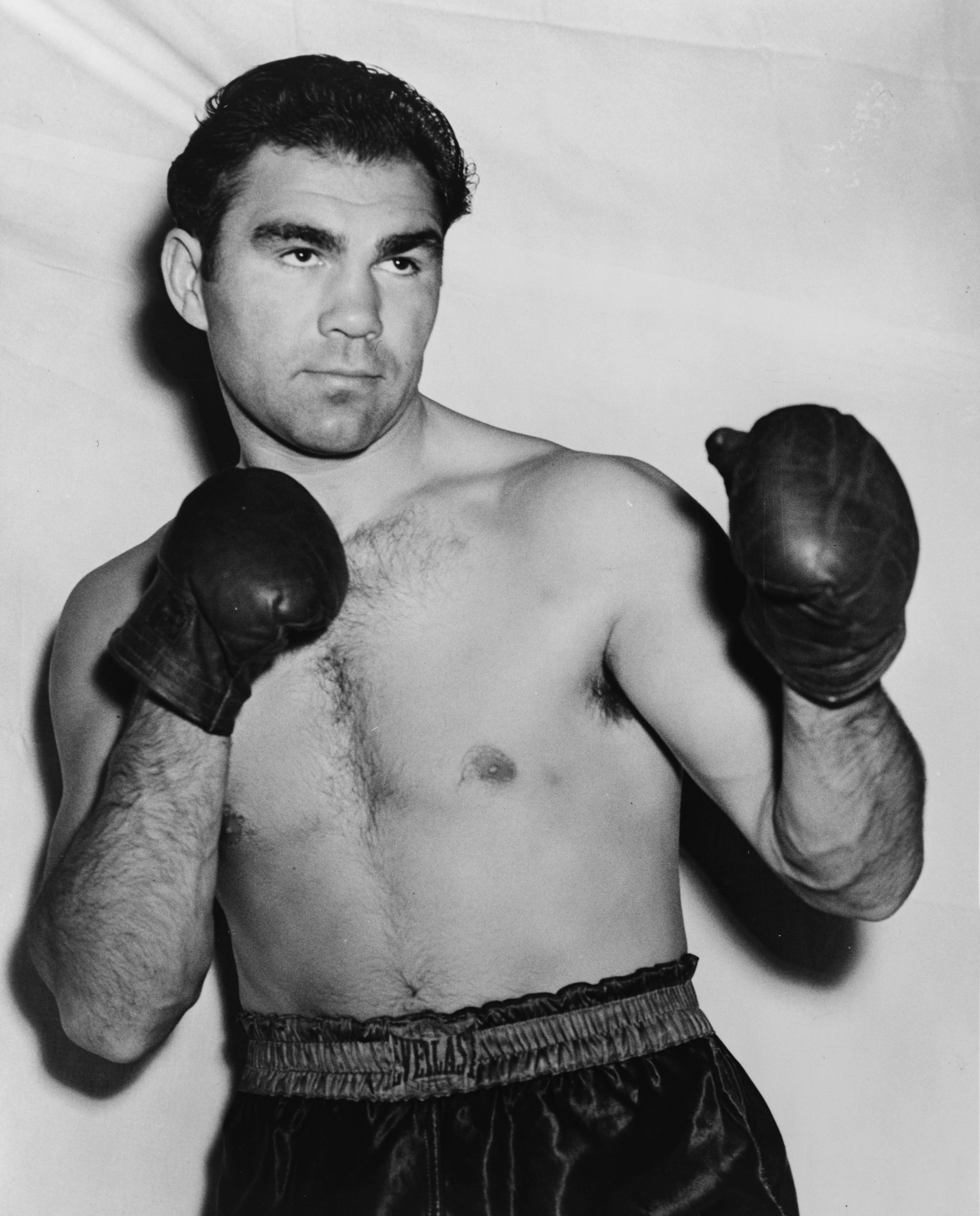
Німець Макс Шмелінг — володар нагороди 1930 року

- 1931 —  Томмі Логран (2 нагорода)
- 1930 —  Макс Шмелінг

### 1920-ті
- 1929 —  Томмі Логран
- 1928 —  Джин Тані

## Кількість нагород за громадянством боксерів
| Країна                          | Кількість нагород | Кількість боксерів |
| ------------------------------- | ----------------- | ------------------ |
| США                             | 68                | 42                 |
| Мексика                         | 7                 | 6                  |
| Велика Британія                 | 4                 | 3                  |
| Україна                         | 3                 | 2                  |
| Філіппіни                       | 3                 | 1                  |
| Аргентина                       | 2                 | 2                  |
| Нігерія                         | 2                 | 1                  |
| Росія                           | 2                 | 2                  |
| Швеція                          | 2                 | 1                  |
| Американські Віргінські Острови | 1                 | 1                  |
| Італія                          | 1                 | 1                  |
| Канада                          | 1                 | 1                  |
| Німеччина                       | 1                 | 1                  |
| Пуерто-Рико                     | 1                 | 1                  |
| Ямайка                          | 1                 | 1                  |
| Японія                          | 1                 | 1                  |